# Institut d'études politiques d'Aix-en-Provence
L'Institut d'études politiques d'Aix-en-Provence, communément appelé Sciences Po Aix, est une grande école dans les domaines des sciences humaines et sociales situé à Aix-en-Provence. L'institut fut fondé en 1956 par le juriste Paul de Gouffre de La Pradelle. Le cursus exigeant proposé par l'institut vise à l'acquisition par les étudiants d'un champ de compétences pluridisciplinaires notamment en droit, économie, histoire, sociologie et sciences politiques, visant ainsi à fonder une compréhension approfondie du monde et des enjeux contemporains.
Associé à l'Université d'Aix-Marseille, Sciences Po Aix est l'un des onze instituts d'études politiques de France. Il est depuis mars 2018 l'un des huit IEP à faire partie de la Conférence des grandes écoles.
L'établissement, au même titre que les autres instituts d'études politiques, se donne pour mission de former des cadres et responsables supérieurs, autant du secteur public que privé.
Sciences Po Aix se distingue par son expertise dans les domaines du renseignement et de la sécurité internationale, faisant de l'école un acteur académique reconnu dans cette spécialité en France et à l'étranger. L’IEP forme des experts en intelligence stratégique, en analyse des risques et en gestion de crise. Ce programme spécialisé, en partenariat avec plusieurs institutions publiques et privées prépare les étudiants à intégrer les services de renseignement, des ministères, ou encore des organisations internationales.

## Histoire
Sciences Po Aix est l'un des héritier de l'École libre des sciences politiques, créée en 1872 par Émile Boutmy afin de répondre à un besoin urgent de réforme ainsi que de stabilité politique à la suite de la naissance de la Troisième République, suivant la chute du Second Empire en 1870. L'établissement aixois est créé par décret le 27 mars 1956 sous le nom d'Institut d'Études Politiques de l'université d'Aix-Marseille. Son premier directeur en est son fondateur, le professeur de droit Paul de Geouffre de la Pradelle. L'institut prend son nom actuel en application du décret du 18 janvier 1969.
C'est un établissement public à caractère administratif faisant partie d'un regroupement universitaire avec l'Université d'Aix-Marseille. (anciennement l'université d'Aix-Marseille-III – Paul Cézanne). Son statut est fixé par le décret du 18 décembre 1989.
En septembre 2007, Philippe Séguin, alors président de la Cour des comptes, est élu président du conseil d'administration, succédant ainsi à Jean-Paul Proust, ministre de la principauté de Monaco. En juillet 2010, Christine Lagarde lui succède, suivie par Maryvonne de Saint-Pulgent en avril 2015 puis par Francine Mariani-Ducray en juin 2017. Depuis juillet 2021, Aurélie Robineau-Israël occupe la position.
À partir de 2014, l'établissement est bouleversé par une affaire judiciaire concernant la commercialisation, dans des établissements privés étrangers, de formations et de faux diplômes. Christian Duval, alors directeur de l'institut, démissionne de par son implication dans les faits. La réputation de l'école est mise en cause et la justice se saisit de l'affaire, une enquête pour faux et escroquerie en bande organisée est ouverte,. Parallèlement, l'école est condamnée en 2019 et 2021 sur l'aspect contractuel à indemniser des établissements partenaires dont la réputation avait été touchée par ce scandale. L'ancien directeur Christian Duval, son ex-bras droit Stéphane Boudrandi, ainsi que quatre employés ou ex-employés de l’Institut ont comparu à partir du 14 février 2024 devant le tribunal judiciaire notamment pour détournement de fonds publics, fourniture frauduleuse de document administratif et escroquerie. Le 16 avril 2024, Christian Duval est condamné à 18 mois de prison avec sursis par le tribunal judiciaire d'Aix-en-Provence. L'ancien adjoint, Stéphane Boudrandi, est quant à lui condamné à 9 mois de prison avec sursis, les deux hommes sont dans l'obligation de verser solidairement la somme de 30 000€ en indeminisation du préjudice causé à l'IEP. Ils sont cependant relaxés des charges de détournement de fonds publics à leur encontre.

## Infrastructures
L'école occupe trois espaces distincts; les espaces Saporta, Marceau Long et Philippe Séguin.
Le siège historique de l'école, appelé espace Saporta, est installé dans un hôtel particulier du XVIIIe sièclenommé l'Hôtel Maynier d’Oppède au 25 rue Gaston de Saporta. Les locaux sont ceux de l'ancienne Université de Provence où étudièrent notamment Portalis, Frédéric Mistral, Paul Cézanne et Adolphe Thiers. Faisant face à la cathédrale Saint-Sauveur, cet édifice à la façade de style néo-classique constitue un élément important du patrimoine architectural, historique et culturel de la ville. L'espace au sein du bâtiment est distribué entre des salles pédagogiques et des bureaux administratifs. S'y trouvent notamment les amphithéâtres Bruno Étienne, du nom d'un diplômé et professeur à l'Institut et René Cassin, la salle Paul de Geouffre de la Pradelle, du nom du fondateur et premier directeur de l'Institut, les bureaux de l'administration desservis par un escalier d'honneur, un patio ainsi qu'une bibliothèque et diverses salles de cours. En mars 2019 sont engagés des travaux de rénovation du hall du bâtiment historique de Sciences Po Aix dans le cadre du projet « Demain, Sciences Po Aix », et cela pour une durée de 8 mois. L'objectif affiché est de favoriser l'ergonomie, l'accessibilité et la convivialité de ce hall d'entrée qui accueille des centaines d'étudiants, enseignants, personnels ou encore visiteurs.
L'espace Marceau Long, dont le nom rend hommage au haut fonctionnaire et président du Conseil d'administration de 1990 à 1999, constitue le plus petit des campus de Sciences Po Aix. Ce dernier accueille des salles de cours et des bureaux administratifs notamment pour les internationaux.
À partir de septembre 2009, Sciences Po Aix occupe, en plus de son siège historique, de nouveaux locaux dans l'ancien hospice des Petites Sœurs des pauvres avenue Jean-Dalmas : la superficie totale de l'IEP passe alors de 2 400 à 4 800 m2. Cette expansion permet à l'école de disposer de nouvelles salles de cours, de bureaux ainsi que d'une seconde bibliothèque installée dans l'ancienne chapelle de l'hospice. En mai 2016, après des rénovations, la nouvelle installation est nommée espace Philippe Séguin et devient une partie intégrante de l'Institut,.

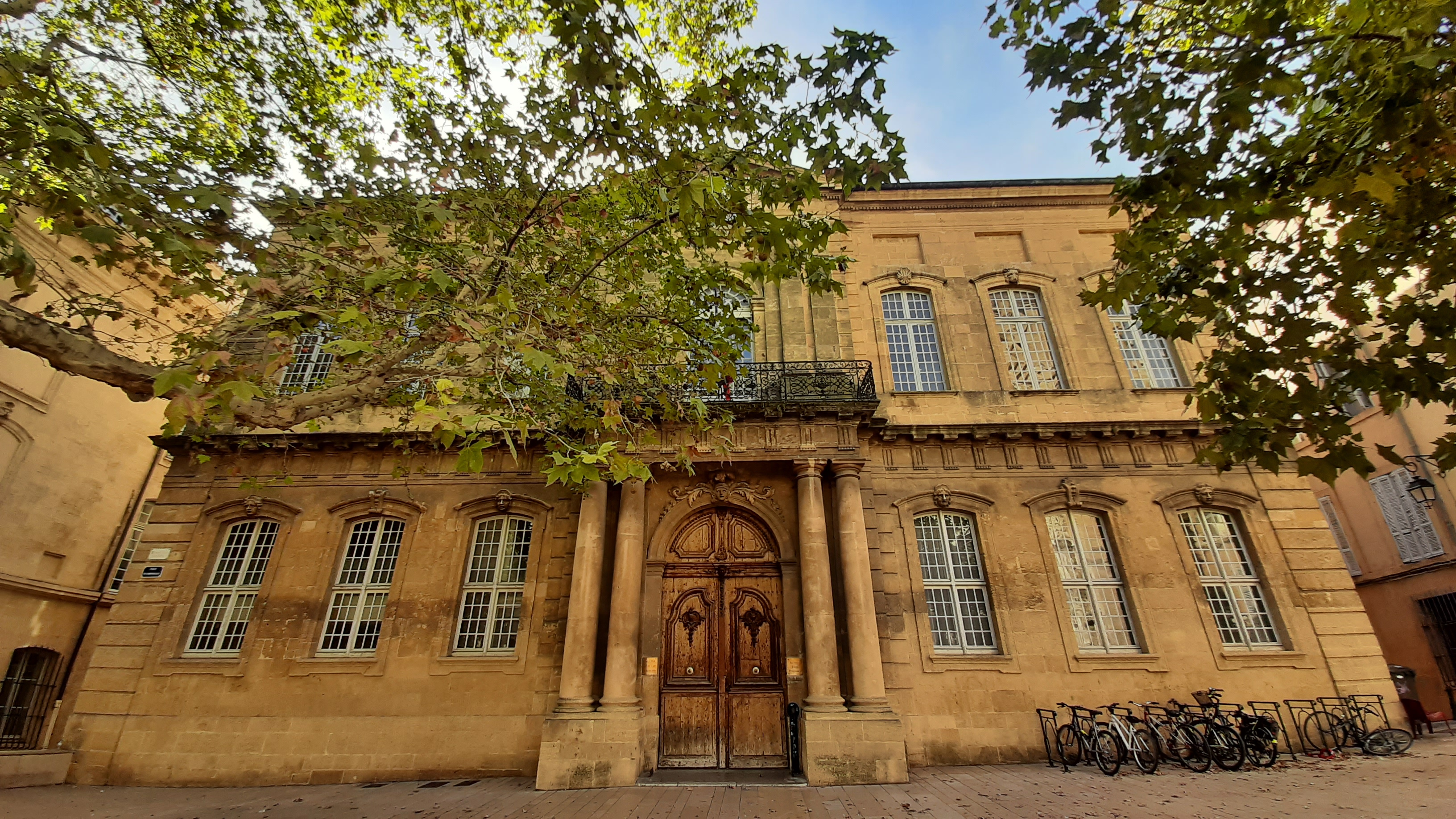
Site Saporta.
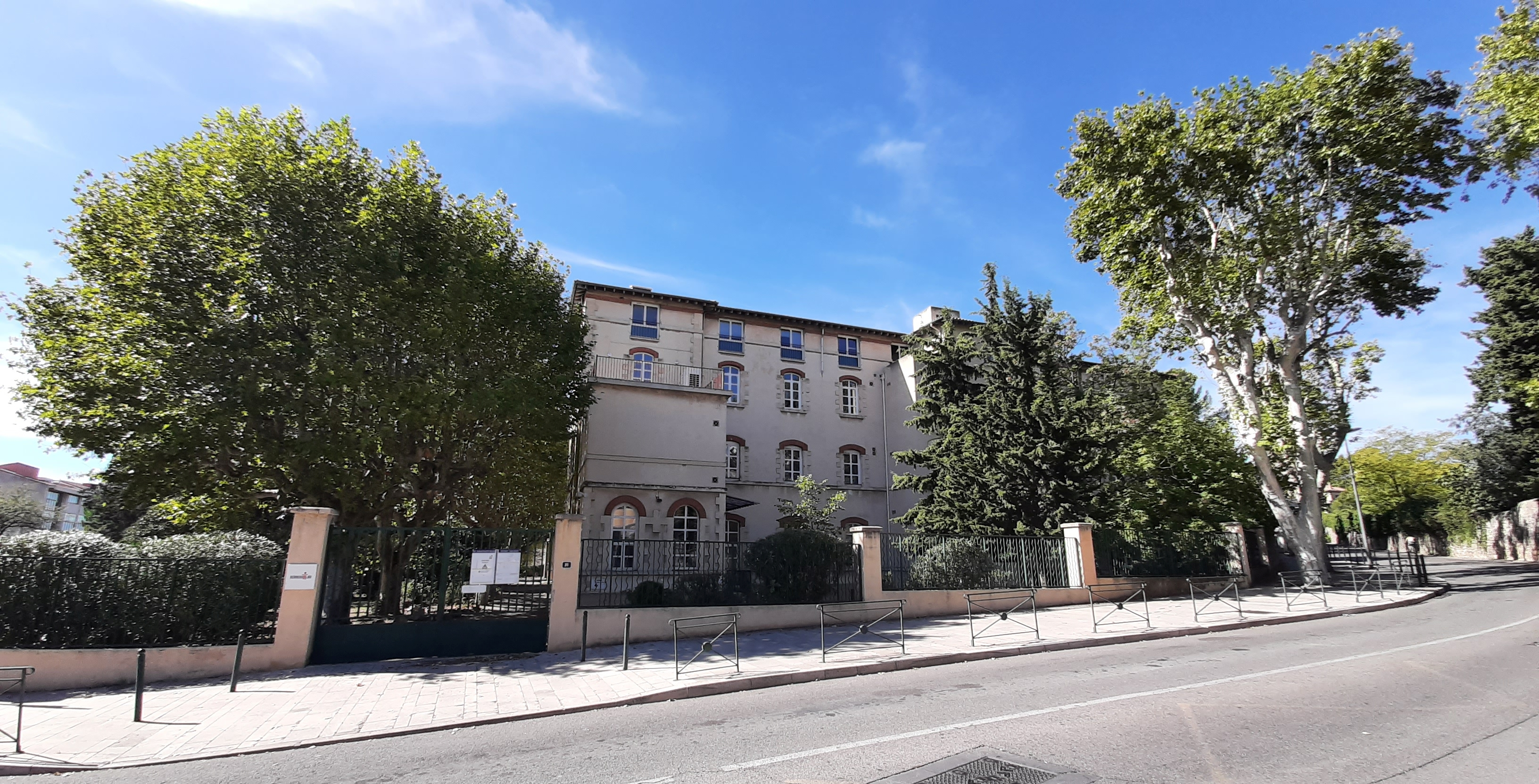
Espace Philippe Séguin.

### Budget
En 2006, le budget de Sciences Po Aix atteint 3,4 millions d’euros. En 2009, le budget s'élève à 6,1 millions d'euros dont plus d'un million d'euros affectés à l'investissement. En 2011, le  budget de l'IEP était de 14 millions d'euros.

### Identité visuelle

Logo avant 2009.
Logo à partir de juin 2009.
Logo à partir de février 2023.

## Concours d'entrée

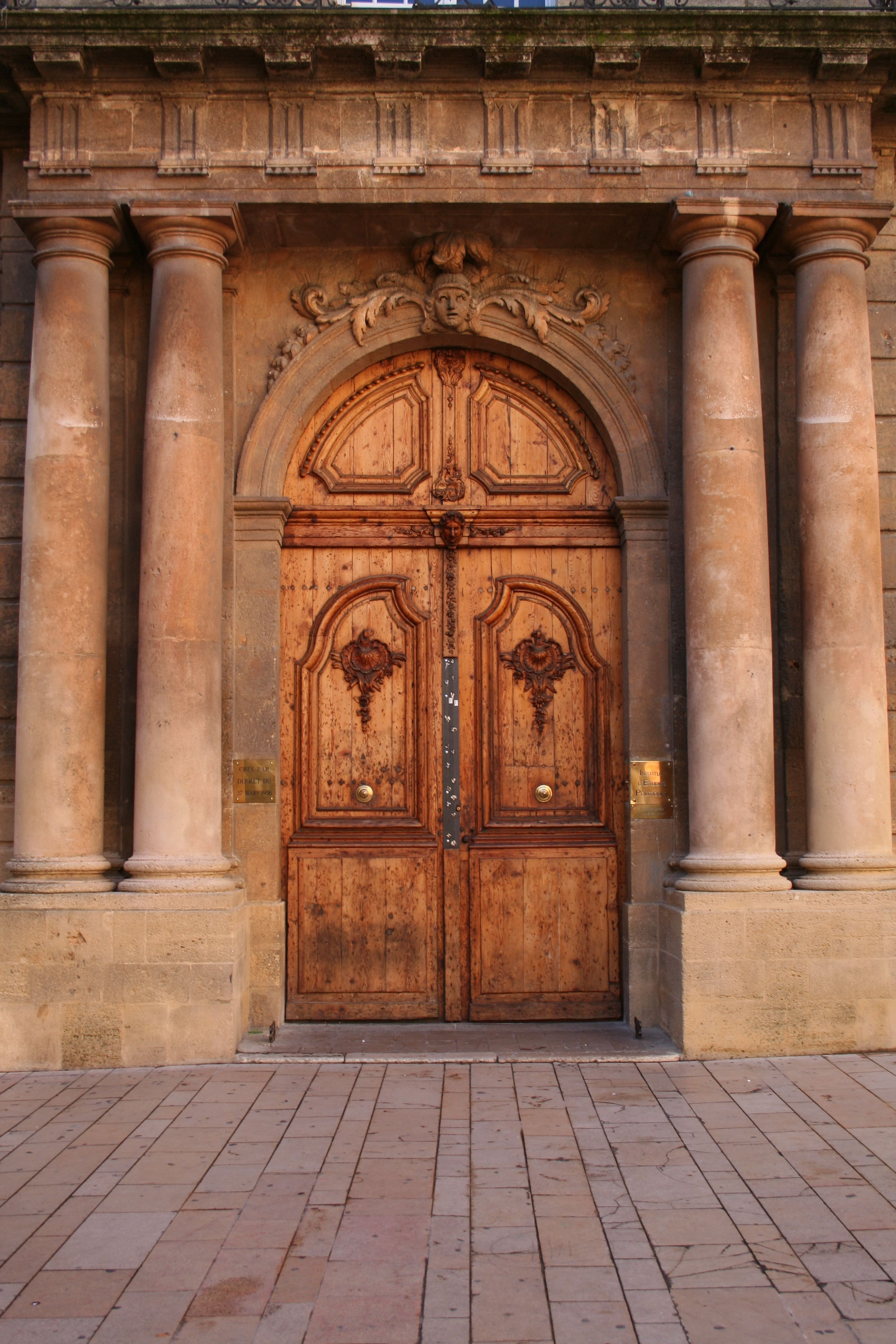
Entrée de l'Institut d'études politiques d'Aix-en-Provence.

L'école est accessible sur un concours ouvert chaque année aux bacheliers de l'année et à ceux de l'année précédente. Le concours d'entrée en première année est organisé de manière commune avec sept autres Instituts d'études politiques tous membres du réseau ScPo. L'école est également accessible au travers d'un concours spécifique directement en deuxième ou quatrième année pour les étudiants souhaitant entrer en master.
De 2004 à 2007, Sciences Po Aix s'est associé aux instituts de Lyon et de Grenoble pour organiser un concours d'entrée commun en première année, dont la sélectivité avoisinait les 8 %[réf. nécessaire]. Outre la note obtenue au baccalauréat, le candidat devait passer trois épreuves écrites : actualité, langue étrangère et histoire ainsi qu'une épreuve sur un ouvrage (de 2004 à 2006[réf. nécessaire]). Dans ce concours commun, Aix-en-Provence était régulièrement en tête des choix des étudiants.
En 2017, Sciences Po Aix est l'un des Instituts d'études politiques les plus prisés par les candidats du concours commun. En 2024, l'école est le troisième IEP de région le plus sélectif parmi les dix (hors Sciences Po Paris), avec un taux d'admission de 10 %, derrière Lyon (7,4 %) et Lille (4,7 %).
En 2020, du fait de la crise sanitaire, le concours n'a pas lieu et est remplacé par une étude du dossier en contrôle continu. En 2021, les 7 Sciences Po du Réseau ScPo décident de changer les modalités du concours une nouvelle fois à cause de la pandémie de Covid-19, en utilisant le contrôle continu et une épreuve de question contemporaine en ligne.

### Le concours commun en première année
À partir de 2008, 6 Sciences Po (Aix-en-Provence, Lyon, Lille, Rennes, Strasbourg et Toulouse) organisent un concours d'entrée commun d'accès en première année ouvert aux terminales et aux bacheliers de l'année précédente. En 2013, Sciences Po Saint-Germain-en-Laye ouvre ses portes et accueille ses premiers étudiants depuis la rentrée 2014. Le nombre de Sciences Po participant à la procédure du concours commun passe donc à sept sur 10 au total.
Le concours d’entrée est commun à Sciences Po Aix, Lille, Lyon, Rennes, Saint-Germain-en-Laye, Strasbourg et Toulouse. Ce concours commun permet de postuler en même temps dans les sept Sciences Po du Réseau ScPo : 1 100 places environ sont ouvertes.
L’examen d’entrée a lieu dans le centre d’examen correspondant au Sciences Po le plus proche du domicile du candidat (dans la limite des places disponibles).
- Les inscriptions au concours commun se font sur Parcoursup.
- L’admission se fait sur classement, par ordre de mérite établi sur un total de 160 points. Une fois le concours passé et en fonction du rang de classement du candidat, Parcoursup lui propose d’accéder aux différents Sciences Po du réseau.

- Le concours commun s’appuie sur 3 épreuves écrites, d’une durée totale de 6h00 :
  - Questions contemporaines– Une dissertation, sujet à choisir parmi deux thèmes. – Durée : 3h00 | Coefficient 3
  - Histoire– Une analyse de documents sur un seul sujet. – Durée : 2h00 | Coefficient 3
  - Langue vivante– Au choix : allemand, anglais, espagnol ou italien. – Deux parties : questions de compréhension et essai – Durée : 1h00 | Coefficient 2

L’examen d’entrée propre au double cursus franco-allemand de Sciences Po Aix se fait par concours. Les inscriptions se font via Parcoursup. L'épreuve écrite est similaire à celles du concours commun (histoire, question contemporaine et allemand), et une épreuve orale en allemand sur l’actualité allemande du 1er semestre de l’année en cours.
En 2008, un nombre total de 1 100 places, réparties entre les six IEP, était proposé aux 9 000 candidats, les lauréats étant admis en fonction de leurs choix préférentiels et de leur rang de classement. En 2010, le nombre de candidats au concours d'entrée commun est passé à 10 000. En 2019, le concours commun des Sciences Po attirait toujours un nombre très important de candidats. Ce concours d'entrée en première année est très sélectif, le taux de réussite étant de 10%.

### Le concours d'entrée en deuxième année
Sciences Po Aix organise un concours d’entrée en 2e année, réservé exclusivement aux étudiants Bac +1 ayant validé (ou en cours de validation lors du concours) au minimum 60 crédits ECTS.

#### Concours d’entrée
Le concours comporte trois épreuves écrites :
- Questions contemporaines– Une dissertation, sujet à choisir parmi deux thèmes. – Durée : 3h00
- Langue vivante– Au choix : allemand, anglais, espagnol ou italien. – Deux parties : compréhension écrite et essai – Durée : 1h30
- Spécialité– Au choix : histoire, économie, science politique, droit constitutionnel. – Une dissertation – Durée : 3h00

### Concours d'entrée en quatrième année
L’entrée en 4e année s’adresse aux étudiants ayant validé un Bac +3 (ou en cours d’obtention d’un bac +3), soit 180 ECTS.
La 4e année du Diplôme de Sciences Po Aix est couplée avec le Master 1.
Recrutement
Le recrutement se fait sur la base d’un dossier et d’un entretien (pour les admissibles). Les candidats déposent en ligne un dossier, en vue d’une admissibilité. Les admissibles sont ensuite convoqués à un entretien de motivation et connaissances.

## Direction de Sciences Po Aix
| Nom                             | Année d'arrivée | Année de départ |
| ------------------------------- | --------------- | --------------- |
| Paul de Geouffre de La Pradelle | 1956            | 1974            |
| Charles Cadoux                  | 1974            | 1979            |
| Yves Daudet                     | 1979            | 1984            |
| Jacques Bourdon                 | 1984            | 1996            |
| Jean-Claude Ricci               | 1996            | 2006            |
| Christian Duval                 | 2006            | 2014            |
| Rostane Mehdi                   | 2015            | 2024            |
| Alessia Lefébure                | 2025            |                 |

Les directeurs de Sciences Po Aix sont élus pour un mandat de cinq années par le conseil d'administration de l'école. Celui-ci siège trois fois par an, en décembre, en avril et en juillet. Il est présidé par un président et en son absence le vice-président, tous deux élus par le Conseil. Les membres du Conseil se répartissent en cinq catégories :
- les personnalités extérieures, souvent d'anciens diplômés ;
- les membres de droit : le directeur de l'INSP, le président de la FNSP, le président de l'université d'Aix-Marseille et le directeur général de l'administration et de la fonction publique ;
- les membres élus : les représentants des professeurs, des maîtres de conférence, des étudiants et du personnel ;
- les assistants avec voix consultative ;
- les assistants en qualité d'invités.

Le Conseil vote les orientations et réformes pédagogiques et administratives proposées par le directeur, le budget de l'école ainsi que les conventions avec les universités étrangères. Il examine le bilan de la direction et émet des observations.

## Enseignements et cursus Sciences Po

### Cursus Sciences Po
La durée des études à Sciences Po Aix est de cinq ans, dont une année à l'étranger (année d'études dans une université partenaire, parcours mixte comprenant un semestre en stage et un semestre en université ou année composée de deux stages).

### Premier cycle

#### Première année
Selon la pratique des dix IEP, la première année à Sciences Po Aix est destinée à jeter les fondements d'une culture générale solide, à acquérir des connaissances et outils théoriques dans divers domaines, notamment des sciences politiques, ainsi qu'une méthode de travail rigoureuse. L'enseignement est composé essentiellement d'un tronc commun de cours en amphithéâtre, renforcés de conférences de méthodes. Des cours de langue, au choix bien que l'anglais demeure obligatoire en LV1 ou LV2, complètent l'ensemble des cours dispensés à Sciences Po. Parmi les langues enseignées, l'Institut compte l'anglais, l'espagnol, l'allemand et l'italien, mais également des langues «rares» telles que le russe, l'arabe, le chinois et le japonais[source insuffisante].
Les cours fondamentaux sont : science politique ou sociologie politique, droit et droit constitutionnel, histoire, économie, sciences sociales, histoire constitutionnelle de la France et culture générale. La pratique d'au moins un sport est obligatoire tout au long de la scolarité.

#### Deuxième année
L'enseignement en deuxième année est constitué d'un tronc commun, d'enseignements de pré-spécialisation (choix d'un module sur trois), de deux cours semestriels à option (dont un au moins est en anglais) et de cours de langue. La pratique d'au moins un sport y est également obligatoire.
Les cours fondamentaux sont : relations internationales et droit des relations internationales, institutions politiques comparées, droit administratif, économie de la France et internationale, politiques publiques, institutions de l'Union Européenne, questions sociales, sociologie et sociologie du politique, culture générale et histoire des idées politiques, macroéconomie en économie ouverte, médias et société.
Les trois modules d'enseignements de pré-spécialisation sont : Administration publique, Économie et management, et Analyse et stratégie politiques.
Les cours à option sont d'un nombre important et embrassent divers champs inhérents aux enseignements dispensés à l'IEP : connaissance du monde contemporain et géopolitique, droit, culture et société.
Un cursus franco-allemand en partenariat avec l'université de Fribourg est également proposé aux étudiants dès la première année.

#### Troisième année

##### Modalités de l'année de mobilité
Dite de «mobilité internationale», la troisième année du cursus Sciences Po s'effectue à l'étranger. Les étudiants ont le choix entre :
- Une année d'étude dans une université partenaire.
- Un parcours mixte comprenant un semestre en stage et un semestre en université.
- Une année entière passée en entreprise ou en administration, composée de deux stages d'une durée de quatre à six mois.
- Un semestre à l'École Centrale Méditerranée, et un semestre en stage ou un semestre en université.

Les universités partenaires de Sciences Po Aix reçoivent ainsi les étudiants pour un cursus d'un ou deux semestres, et le stage est d'une durée maximale d'un semestre.

##### Universités partenaires
Sciences Po Aix ayant conclu de nombreux partenariats avec des universités situées aux quatre coins du monde, les étudiants de l'école ont la possibilité d'étudier sur chaque continent. Parmi les partenariats de Sciences Po Aix on retrouve des institutions prestigieuses :
- Des universités américaines comme l'université du Michigan, l'université du Wisconsin à Madison, l'université d'État de l'Arizona, Wellesley College à Boston, l'université internationale de Floride à Miami ou encore l'université Loyola de Chicago.
- Des universités canadiennes comme l'Université Simon Fraser à Vancouver, l'Université d'Ottawa mais aussi l'Université de Montréal.
- Des universités latino-américaines telles que l'université de Buenos Aires, l'université fédérale de Rio de Janeiro, l'université pontificale catholique du Pérou et l'Institut technologique autonome de Mexico.
- Des universités africaines comme l'université Rhodes en Afrique du Sud, l'Institut français d'Égypte ou l'École de gouvernance et d'économie de Rabat.
- Des universités européennes à l'image de l'université libre de Berlin, l'université autonome de Barcelone, l'université de Coimbra, l'université Luiss de Rome, l'université de Stockholm, l'université d'Amsterdam, l'université du Middlesex à Londres, l'université de Vienne ou encore l'université russe d'économie Plekhanov située à Moscou.
- Des universités océaniennes comme l'université de Nouvelle-Galles du Sud à Sydney en Australie, l'université de Canterbury en Nouvelle-Zélande.
- Des universités chinoises comme l'université des études internationales de Shanghai, l'université des langues étrangères de Pékin, l'université baptiste de Hong Kong.
- Des universités asiatiques comme l'université Waseda à Tokyo, l'université Hankuk des études étrangères à Séoul, l'université hachémite en Jordanie, et l'Institut français du Proche-Orient à Beyrouth et Amman.

### Cycle du master

#### Quatrième année
En quatrième année, l'étudiant continue d'une part le cursus Sciences Po avec quatre cours communs (gouvernance économique internationale, Internationalisation de l'action publique et politique, Géopolitique, Systèmes internationaux des Droits de l'Homme) et des cours de culture générale. D'autre part, il choisit un parcours parmi les 9 spécialités proposées.
La pratique d'au moins un sport est obligatoire en quatrième année. L'année de master 1 est sanctionnée par la production d'un mémoire validé lors d'une soutenance de mémoire et un Grand Oral.

#### Cinquième année
En cinquième année, l'étudiant se spécialise parmi les neuf spécialités proposées.
Dans le cadre de la réforme LMD, à partir de la rentrée 2007, les élèves sont obligés d'effectuer leur cinquième année au sein de Sciences Po Aix. Il est cependant possible pour ceux qui le souhaitent d'effectuer cette cinquième année dans une institution française ou étrangère, après examen de la candidature en mobilité par une commission. Une année en mobilité permet de conserver le diplôme de Sciences Po tout en obtenant un master d'une autre institution.
Outre la formation en master, Sciences Po Aix dispose d'un Centre de Préparation à l'Administration Générale (CPAG) disposant de neuf filières et préparant aux concours d'intégration à la fonction publique de catégorie A. Les concours préparés y sont : INSP, ENM, Commissariat aux armées, Grands concours (EN3S, EHESP, Quai d'Orsay, Banque de France, inspecteur-élève des douanes, inspecteur des affaires sanitaires et sociales, inspecteur-élève de la direction générale des finances publiques, inspecteur de la répression des fraudes et du contrôle de la qualité) et attachés administratifs,.

## Cycle de formation continue
Sciences Po Aix s'adresse également aux professionnels souhaitant compléter leur formation, à travers des certificats de formation continue. Les formations proposées couvrent des disciplines aussi variées que la communication en développement durable, l'expertise judiciaire, la gestion des conflits et médiation, les relations interpersonnelles et médiation en milieu professionnel, prévention et gestion des risques psychosociaux, management des hommes et performance de l'organisme, les ressources humaines, etc.

## Recherche
En 1970, un Centre Charles Maurras est créé à l'Institut d'études politiques d'Aix-en-Provence sous l'impulsion de l'historien Victor Nguyen. Son activité se concentre autour de colloques et de publications scientifiques nommées Études maurrassiennes.
Sciences Po Aix s’est doté à compter du 1er janvier 2008 d’un centre de recherche unique dénommé CHERPA (« Croyance, Histoire, Espace, Régulation Politique et Administration »), dirigé initialement par le directeur de Sciences Po Aix, Christian Duval, puis par Jean-Pierre Gaudin de 2009 à 2011[réf. souhaitée]. Il est aujourd'hui dirigé par le professeur Philippe Aldrin.

## Vie associative et sportive
En plus du Bureau des étudiants (BDE), organisateur de deux galas institutionnels, du week-end d'intégration et élu à la suite d'une campagne électorale, il existe un Bureau des sports (BDS) chargé de superviser la pratique du sport à Sciences Po, obligatoire, et les différentes équipes de l'école, amenées à participer au Critérium inter-IEP. Il existe également un Bureau des arts (BDA), chargé de promouvoir la pratique artistique et la culture au sein de l'IEP, de superviser les différents clubs artistiques et d'immortaliser les moments les plus importants de la vie étudiante : cette dernière association est notamment organisatrice de la traditionnelle Semaine de l'Art. À la rentrée 2017 est créé un Bureau des médias (BDM), regroupant Le Nouvel Aixhaustif et Controverses, les deux journaux de Sciences Po Aix ainsi qu'une web-TV.

## Noms des promotions
Depuis 2006, les étudiants de l'IEP choisissent chaque année un nom de promotion :
- Promotion 2006-2011 : Lucie Aubrac[39]
- Promotion 2007-2012 : Victor Hugo[39]
- Promotion 2008-2013 : Claude Lévi-Strauss[39]
- Promotion 2009-2014 : Philippe Séguin[39]
- Promotion 2010-2015 : Albert Camus[39]
- Promotion 2011-2016 : Robert Badinter[39]
- Promotion 2012-2017 : Nelson Mandela
- Promotion 2013-2018 : Aristide Briand
- Promotion 2014-2019 : Hannah Arendt
- Promotion 2015-2020 : Machiavel
- Promotion 2016-2021 : Malala Yousafzai
- Promotion 2017-2022 : Antoine de Saint-Exupéry
- Promotion 2018-2023 : Frida Kahlo
- Promotion 2019-2024 : Marcel Pagnol
- Promotion 2020-2025 : Gisèle Halimi
- Promotion 2021-2026 : Joséphine Baker
- Promotion 2022-2027 : Arnaud Beltrame
- Promotion 2023-2028 : Piotr Ilitch Tchaïkovski
- Promotion 2024-2029 : Narges Mohammadi

## Évolution démographique
Évolution démographique de la population universitaire 

| 2006  | 2007  | 2008  | 2009  | 2010  | 2011  | 2012  | 2013  |
| ----- | ----- | ----- | ----- | ----- | ----- | ----- | ----- |
| 1 678 | 1 667 | 1 766 | 1 791 | 1 838 | 1 727 | 1 678 | 1 808 |

| 2014  | 2015  | 2016  | 2017  | 2018  | 2019  | 2020  | 2021  |
| ----- | ----- | ----- | ----- | ----- | ----- | ----- | ----- |
| 1 841 | 1 634 | 1 587 | 1 599 | 1 515 | 1 616 | 1 581 | 1 682 |

| 2022  | - | - | - | - | - | - | - |
| ----- | - | - | - | - | - | - | - |
| 1 696 | - | - | - | - | - | - | - |